# Oglasa apicalis
Oglasa apicalis là một loài bướm đêm trong họ Noctuidae.